# Eckart Schwerin
Eckart  Schwerin (* 22. August 1937 in Stralsund; † 30. April 2009 in Rostock) war ein deutscher evangelischer Theologe. 1990 amtierte er kurzzeitig als Staatssekretär im Ministerium für Bildung und Wissenschaft der DDR.

## Leben
Schwerin besuchte das Gymnasium in Barth. Nach dem Abitur studierte er von 1955 bis 1960 an der Universität Greifswald Evangelische Theologie. 1961/62 durchlief er in Ueckermünde das Vikariat. Er studierte 1962/63 am Katechetischen Oberseminar Naumburg Pädagogik und besuchte 1963/64 das Predigerseminar in Wittenberg. 1964–1966 war er Persönlicher Referent von Bischof Friedrich-Wilhelm Krummacher in Greifswald. Nach vier Jahren als Pastor in Züssow (Vorpommern) arbeitete er ab 1970 zwölf Jahre lang im Sekretariat des Bundes der Evangelischen Kirchen in der DDR in Ost-Berlin, kurzzeitig 1975 auch im Ökumenischen Rat der Kirchen in Genf, wo er jeweils mit Fragen der kirchlichen Bildung befasst war. Die Evangelisch-Lutherische Landeskirche Mecklenburgs berief ihn 1983 zum Oberkirchenrat. 1986 wurde er mit einer religionspädagogischen Dissertation über Entwicklungen im Bereich der Kinder- und Konfirmandenarbeit auf der Ebene des Bundes der Evangelischen Kirchen in der Deutschen Demokratischen Republik in den Jahren 1970–1980 unter dem Gesichtspunkt des Verhältnisses von Tradition und Situation von der Universität Rostock zum Dr. theol. promoviert.
Auf Vorschlag der CDU wurde er in der Regierung de Maizière am 2. Mai 1990 Staatssekretär im Ministerium für Bildung und Wissenschaft, wurde jedoch auf eigenen Wunsch schon am 16. Mai wieder abberufen und nahm seine Arbeit als Oberkirchenrat wieder auf.
Im Zuge des Streits zwischen der Kirchenleitung und dem damaligen Präsidenten des  Oberkirchenrates der Evangelisch-Lutherischen Landeskirche Mecklenburgs Menno Aden wegen „nichtgedeihlichen Wirkens“ ab 1996 nahm Schwerin ab 1997 das Amt des Schweriner Oberkirchenratspräsidenten wahr. Damit wurde der Oberkirchenrat erstmals von einem Theologen und nicht von einem Juristen geleitet. Durch die anhaltenden juristischen Auseinandersetzungen mit Aden hatte diese Übergangslösung bis zu Schwerins Ruhestand 2002 und noch darüber hinaus Bestand.
Maßgeblich prägte Schwerin die Schullandschaft in den Neuen Ländern.
Von 1996 bis 2007 war er Vorstandsvorsitzender der Evangelischen Schulstiftung in Mecklenburg-Vorpommern und Nordelbien. Die Theologische Fakultät der Universität Rostock ernannte ihn 2001 zum Honorarprofessor. Seine Lehraufträge waren Praktische Theologie, Gemeindepädagogik und Religionspädagogik. Nach Eintritt in den Ruhestand amtierte er von 2002 bis 2007 ehrenamtlich als Geschäftsführer der Evangelischen Schulstiftung in der EKD. Am 16. Juli 2009, keine drei Monate nach seinem Tod, wurde die Eckart Schwerin-Stiftung „Schulen in Tansania“ ins Leben gerufen.
Die Evangelische Schule in Hagenow trägt seinen Namen. Er starb im 72. Lebensjahr.

## Schriften
- Christenlehre – Religionsunterricht – Religionskunde. In: Die Christenlehre. Berlin 1990, S. 362 ff.
- Die exemplarische Bedeutung evangelischer Schulen für den Bildungsauftrag der Kirche in einer veränderten gesellschaftlichen Situation (Aufsatzsammlung der Schulstiftung der EKD, Münster 2001).
- Konfessionslos und religiös – gemeindepädagogische Perspektiven. In: G. Doye, H. Kessler (Hrsg.): Konfessionslos und religiö. Gemeindepädagogische Perspektiven. Leipzig 2002.
- Gemeindepädagogik / Lernwege der Kirche in einer sozialistischen Gesellschaft. Gemeindepädagogische Ansätze, Spuren, Erträge. Gütersloh 1991.

### Als Herausgeber
- mit Hans-Hermann Wilke: Aufbrüche und Umbrüche. Zur pädagogischen Arbeit in den evangelischen Kirchen seit der Wende. Leipzig 1998.
- mit Jürgen Frank: Was evangelische Schulen ausmacht. Profil schärfen und zeigen. Münster 2008.